# Peter Hoekstra
Peter Martin Hoekstra (Assen, Nizozemska, 4. travnja 1973.) je bivši nizozemski nogometni trener te bivši nogometaš i nacionalni reprezentativac.

## Karijera

### Klupska karijera
Hoekstra je karijeru započeo u PSV-u u kojem je proveo pet sezona nakon čega ga 1996. kupuje Ajax kao zamjenu za Marca Overmarsa. Vrijednost transfera iznosila je dva milijuna GBP. Međutim, u mogućnosti da napreduje u novom klubu, igrača su sprečavale brojne ozljede. Zbog toga nije uspio izboriti mjesto u prvoj momčadi tako da je dva puta poslan na posudbe u SD Compostelu i FC Groningen.
U kolovozu 2001. potpisao je za tadašnjeg engleskog drugoligaša Stoke City gdje se istaknuo odličnim igrama. Nakon tri sezone provedene u klubu, Hoekstra se igrački umirovio u svibnju 2004. U anketi provedenoj 2008. godine, navijači su ga proslasili najboljim igračem Stokea u prvih deset godina na Britannia Stadiumu.

### Reprezentativna karijera
Igrač je za Nizozemsku debitirao 24. travnja 1996. u prijateljskoj utakmici protiv Njemačke koja je igrana u Rotterdamu. Izbornik Guus Hiddink uveo ga je na popis reprezentativaca EURO 1996. Ondje je odigrao dvije utakmice skupine protiv Švicarske i Engleske.

### Trenerska karijera
Hoekstra danas radi kao trener mladog sastava FC Groningena s kojim je 2011. pobijedio juniore svojeg bivšeg kluba Stoke Cityja.

## Vanjske poveznice
- Football Database.eu